# Hypoponera longiceps
Hypoponera longiceps är en myrart som först beskrevs av Auguste-Henri Forel 1913.  Hypoponera longiceps ingår i släktet Hypoponera och familjen myror. Inga underarter finns listade i Catalogue of Life.